# 2000 في إيطاليا
فيما يلي قوائم الأحداث التي وقعت خلال عام 2000 في إيطاليا.

## سياسة

### تعيين في المنصب
- 25 أبريل – أومبيرتو فيرونيسي وزير الصحة  [لغات أخرى]‏.
- 25 أبريل – جوليانو أماتو رئيس وزراء إيطاليا.

### انتهاء فترة المنصب
- 25 أبريل – ماسيمو داليما رئيس وزراء إيطاليا.

## رياضة
- 1 يناير – ميلان-سان ريمو 2000 الفائزون إريك تسابل، أوسكار فريري، فابيو بالداتو.

## أفلام
من الأفلام التي صدرت هذه السنة في إيطاليا:
- 1 يناير – الدائرة من إخراج جعفر بناهي.
- 1 يناير – اللوح الأسود من إخراج سميرة مخملباف.
- 1 يناير – كيبور من إخراج عاموس غيتاي.
- 1 يناير – ميركا من إخراج رشيد بن حاج.
- 14 مايو – كوز الذهب من إخراج جيمس أيفوري.
- 17 مايو – راقصة في الظلام من إخراج لارس فون ترايير.

## مواليد

### يناير
- 1 يناير – ماريو ريزيتو أستاذ جامعي إيطالي.
- 1 يناير – موسكاتيللي لاعب كرة قدم مصري.

- 9 يناير – برونو تسفي (مواليد 1918)
- 19 يناير – بتينو كراكسي (مواليد 1934) سياسي إيطالي.

### فبراير
- 26 فبراير – جيوفانا من إيطاليا (مواليد 1907) آخر ملكة بلغاريا القرينة.

### مارس
- 22 مارس – كارلو بارولا (مواليد 1921) لاعب ومدرب كرة قدم إيطالي.

### مايو
- 5 مايو – جينو بارتلي (مواليد 1914)

### يونيو
- 15 يونيو – جولز روي (مواليد 1907) كاتب فرنسي.
- 29 يونيو – فيتوريو غاسمان (مواليد 1922)

### أكتوبر
- 10 أكتوبر – امبروجيو موريلي (مواليد 1905) درّاج طريق إيطالي.
- 19 أكتوبر – أنطونيو ماسبيس (مواليد 1932) درّاج طريق إيطالي.

### نوفمبر
- 15 نوفمبر – بييرو باسيناتي (مواليد 1910) لاعب ومدرب كرة قدم إيطالي.

### ديسمبر
- 22 ديسمبر – جوزيبي كولناجو (مواليد 1923) متسابق دراجات نارية إيطالي.